# الاتحاد العربي للنقابات
الاتحاد العربي للنقابات (بالإنجليزية  Arab Trade Union Confederation اختصارا ATUC). تأسس في 1 أكتوبر 2014 وهو منظمة تابعة للاتحاد الدولي للنقابات ITUC وقع تأسيسه بطلب
 من 16 منظمة نقابية عربية مستقلة. جرى المؤتمر التأسيسي ‍للاتحاد العربي للنقابات ‍في عمّان.
يمثل الاتحاد العربي للنقابات أكثر من 5 ملايين عاملا في كل من البحرين وسلطنة عمان والعراق والأردن وفلسطين ومصر وتونس والمغرب وموريتانيا وليبيا والجزائر واليمن ولبنان.

## أهداف الاتحاد
- الدفاع عن حق جميع العمال في التنظيم النقابي وممارسته بكل حرية، وتشجيع بناء منظمات نقابية ديمقراطية ومستقلة تعمل في كنف الشفافية.
- العمل على توحيد الحركة النقابية العربية الديمقراطية؛ لمواجهة مختلف التحديات المستجدة التي تعترضها ومساندة مسارات التحول الديمقراطي في الدول العربية.
- العمل على تحقيق العدالة الاجتماعية والديمقراطية، والتوزيع العادل للثروات، والإدارة الرشيدة والسعي إلى الرقي الاجتماعي وضمان العمل اللائق، والحياة الكريمة لمختلف الفئات الشعبية.
- تطوير علاقات العمل من أجل ضمان الحقوق الأساسية في العمل والنهوض بالأوضاع الاقتصادية والاجتماعي للعمال.
- الدفاع عن حقوق الإنسان، ومناصرة الحريات العامة والفردية وفي مقدمتها الحريات النقابية بما في ذلك الحق في التنظيم، وحرية التعبير، والتظاهر السلمي، والإضراب، وتعزيز هذه الحقوق.
- تحقيق المساواة، والقضاء على جميع أشكال التمييز على أساس الجنس، أو اللون، أو الدين، أو اللغة، أو المنشأ الاجتماعي أو الثقافي أو الجغرافي.
- الدفاع عن الحق في المساواة، وحق المرأة في تولي مواقع المسؤولية في الوظيفة وفي المؤسسات التمثيلية وفي قيادة المنظمات النقابية، والقضاء على جميع أشكال التمييز والعنف الذي يمارس ضدها.
- الدفاع عن الحقوق الاقتصادية والاجتماعية والثقافية لكل العمال في المنطقة العربية واعتماد مبدأ الحوار الاجتماعي المؤسس والمفاوضة الجماعية باعتبارهما أفضل السبل لتحسين علاقات العمل.
- العمل على تحقيق الاندماج الاقتصادي العربي كشرط ضروري لتحقيق النمو الاقتصادي والاجتماعي في كامل المنطقة العربية.
- مكافحة جميع أشكال الإتجار بالبشر والاستغلال بجميع أشكاله، بما فيه الجنسي، والعمل القسري والجبري والباطني والمناولة.
- الدفاع عن حقوق العمال المهاجرين والتصدي لكافة أشكال التمييز والاستغلال الذي قد يتعرضون له.
- العمل على تطوير عمل الشباب، وتوسيع الجهود العربية لمحاربة البطالة، والعمل الهش والإقصاء الاجتماعي، والدفاع عن مصالح العاملين الشبان وحماية حقوقهم.
- العمل على مكافحة الفقر، والجوع والاستغلال، والاضطهاد، والفساد، وعدم المساواة، والتمييز.
- العمل على محاربة تشغيل الأطفال، وحماية حقوق عاملات وعمال المنازل والفئات المستضعفة والدفاع عن الفتيات والأطفال الذين يتم تهجيرهم قسرا واستغلالهم بشتى الطرق والأساليب.
- المطالبة بصياغة سياسة تنموية تشاركية شاملة ومستدامة في البلدان العربية من أجل تكريس الديمقراطية الاجتماعية وتحقيق توزيع عادل للثروات الوطنية بما يضمن كرامة جميع العمال والفئات الاجتماعية.
- اتخاذ جميع الإجراءات لتعزيز وزيادة الانتساب النقابي في المنطقة العربية.
- تعزيز التضامن النقابي العمالي العربي والعالمي، ومؤازرة ودعم الحركات النقابية العمالية المضطهدة.
- تطوير أواصر روابط التعاون والتضامن مع منظمات المجتمع المدني والتي لها نفس مبادئ وثوابت الاتحاد العربي للنقابات ومختلف الحركات الاجتماعية المناهضة لليبرالية المتوحشة.
- الدفاع عن حقوق ذوي الاحتياجات الخاصة، والعمل على تعزيزها، ودعم المتقاعدين والعمل على حماية مصالحهم وتنظيمهم نقابيا.
- رفض كافة أشكال الاستعمار والتدخل الاجنبي، ومساندة جميع الشعوب المكافحة من أجل استرداد سيادتها، وتقرير مصيرها، ودعم نضال حركات التحرر العربية والعالمية، والدفاع عن حق الشعب الفلسطيني في تحرير أرضه وإقامة دولته المستقلة.[2]

## هيكلة الاتحاد
يتحدد برنامج الاتحاد وسياسته وفق قانونه الأساسي من قبل مؤتمرات الاتحاد ويجري خلال المؤتمرانتخاب المجلس العام والأمين العام ثم ينتخب المجلس العام فوراً المكتب التنفيذي ورئيس الاتحاد.
يضم المكتب التنفيذي الأمين العام ورئيس الاتحاد وعضوا واحد عن كل منظمة عضو بالإضافة إلى أعضاء لجنتي المرأة والشباب.
يضم المجلس العام للاتحاد عضوين، رجل وامرأة عن كل منظمة من المنظمات الأعضاء.

## أعضاء الاتحاد العربي للنقابات
- الاتحاد العام لعمال سلطنة عمان
- الاتحاد العام للعمال الجزائريين
- الكونفدرالية العامة لعمال موريتانيا
- الاتحاد العام لنقابات عمال البحرين
- الاتحاد العام لنقابات عمال العراق
- الاتحاد العام لنقابات عمال الأردن
- الاتحاد العام لنقابات عمال فلسطين
- اتحاد عمال مصر الديمقراطي
- الاتحاد العام التونسي للشغل
- الاتحاد المغربي للشغل
- الكونفدرالية الديمقراطية للشغل
- الاتحاد العام للشغالين بالمغرب
- اتحاد العمال الموريتانيين
- الكونفدرالية الحرة لعمال موريتانيا
- الكونفدرالية الوطنية للشغيلة الموريتانية
- الاتحاد العام لنقابات عمال ليبيا
- الاتحاد العام لنقابات عمّال اليمن

### عضو مشارك
- الاتحاد العام للعاملين في العراق
- الاتحاد العام لنقابات عمال جمهورية العراق
- الاتحاد الوطني لنقابات العمال والمستخدمين في لبنان

## مؤتمرات الاتحاد
التأسيسي 1 أكتوبر  2014: عمان، الأردن
المؤتمر الثاني: 3 أكتوبر 2018: مراكش، المغرب
المؤتمر الثالث: وهران، الجزائر، 15 و16 سبتمبر 2022

## الأمين العام
المؤتمر الـتأسيسي: 1 و 2 أكتوبر 2014: مصطفى التليلي
المؤتمر الثاني: 3 و4 أكتوبر  2018: مصطفى التليلي
المؤتمر الثالث: هند بن عمار الطراونه، أبريل 2023

## رئيس الاتحاد
الـتأسيسي 1 و 2 أكتوبر 2014: حسين العباسي ثم نور الدين الطبوبي (تونس)
الثاني 3 و4 أكتوبر  2018: مازن المعايطه (الأردن)
الثالث سبتمبر 2022: شاهر سعد (فلسطين)